# Getronagan-Gymnasium

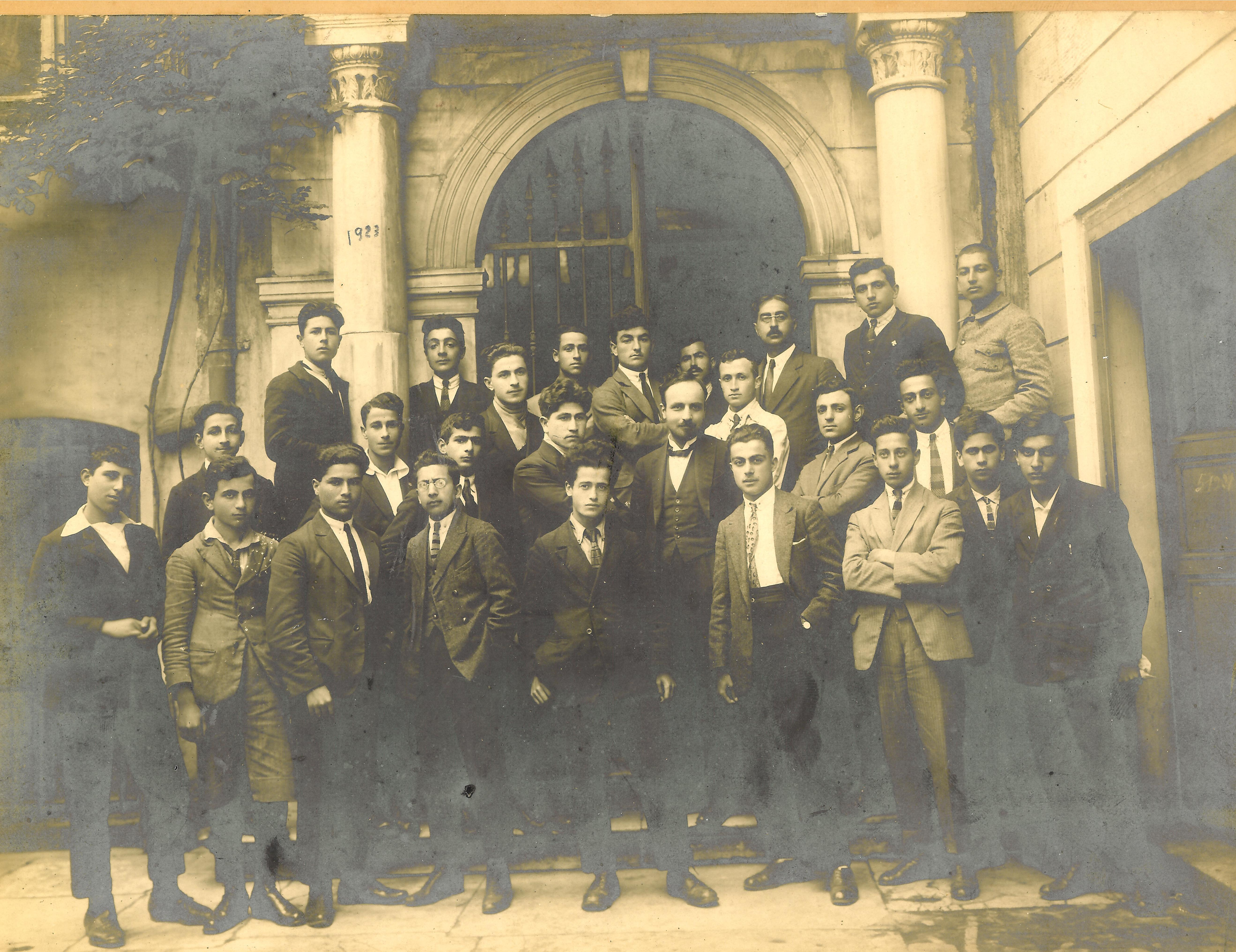
Klasse von 1923 mit Direktor Kegham Kavafyan

Die Armenische Höhere Schule Getronagan (armenisch Ազգային Կեդրոնական Վարժարան, türkisch Özel Getronagan Ermeni Lisesi) ist ein armenischsprachiges Gymnasium in Karaköy/Istanbul.
Der armenisch-apostolische Patriarch von Konstantinopel, Erzbischof Nersès II. Varjabédian, lud am 16. Dezember 1882 bedeutende armenische Geldgeber zum Patriarchat ein, um den Patriarchensitz zu restaurieren und die Getronagan-Schule (Zentralschule) zu gründen. Am ersten Tag wurden 1450 Lira gesammelt. Da der Patriarch sich aufgrund seiner Krankheit nicht in der Lage sah, alles vor seinem Tod fertigzustellen, gab er der Schulgründung Vorrang und schob die Arbeiten am Patriarchensitz auf.
Dazu wurde die Stiftung Patriarch Nersès Varjabedyan Foundation etabliert, und Apik Uncuyan, A. Çunt, Mgirdic Yesayan, H. Hagopyan, H. Narodunkyan, A. Gülbenkyan sowie D. Gümüşgerdan wurden die ersten Stiftungsmitglieder.
Nach Rückzahlung der Schulden der armenischen Gemeinde in Galata und mit dem Geld, das durch die Initiative Nersès II. Varjabédians gesammelt wurde, eröffnete die Schule am 1. September 1886. Der Katholikos Magar, religiöser Führer aller Armenier, und Erzbischof Harutiun I. Vehabedian, neuer Patriarch von Konstantinopel, leiteten die Eröffnungszeremonie. Minas Tscheras wurde der erste Direktor.
Das Gymnasium ist derzeit sowohl eine Jungen- als auch als Mädchenschule. Im Jahre 2001 hatte sie insgesamt 182 Schüler.

## Studenten
- Misag Medzarents – Dichter
- Hayko Cepkin – Sänger
- Eruchan – Schriftsteller
- Ara Güler – Fotograf
- Levon Schant – Schriftsteller, Dichter
- Kegham Parseghian – Schriftsteller
- Mıgırdiç Margosyan – Schriftsteller, Direktor der Surp Haç Ermeni Lisesi
- Karekin II. Kazanjian – Patriarch
- Hrachia Adjarian – Sprachwissenschaftler
- Vazken Andréassian – Ingenieur
- Markar Esayan – Journalist
- Sarkis Minassian – Journalist und Lehrer
- Parsegh Schahbaz – Rechtsanwalt und Kolumnist
- Mari Gerekmezyan – erste Bildhauerin der Türkei

## Lehrer und Rektoren
- Melkon Gürdjian – Schriftsteller
- Tovmas Terzian – Schriftsteller, Dramaturg
- Yeghia Demirjibashian – Dichter
- Zareh Kalfayan – Maler
- Kegham Kavafyan – Architekt (Direktor)
- Vahan Tekeyan – Schriftsteller, Dichter (Direktor)
- Hovhannes Hintliyan – Pädagoge (Direktor)